# 346. Infanterie-Division (Wehrmacht)
Die 346. Infanteriedivision war eine von 1942 bis 1945 bestehende deutsche Infanteriedivision im Zweiten Weltkrieg.

## Geschichte
Die Division wurde am  21. September 1942 in Bad Hersfeld als bodenständige Division für den Oberbefehlshaber West im Verband der 15. Armee an der Westfront aufgestellt. Nach der Landung in der Normandie wurde die Einheit in zwei Monate langsam zerrissen und musste es sich die Zurückzug durch Frankreich und Belgien in den Niederlanden anschließen.
Die  Division wurde im Dezember 1944 in den Niederlanden aus Resten der alten Division sowie Resten der 70., 331. und 334. Infanterie-Division  und der 16. Luftwaffen-Felddivision erneut aufgestellt. Im Mai 1945 geriet die Einheit bei Amersfoort (Leusderheide) in kanadische Kriegsgefangenschaft.

## Gliederung

### 1942
- Festungs-Infanterie-Regiment 857
- Festungs-Infanterie-Regiment 858
- Artillerie-Regiment 346
- Pionier-Bataillon 346
- Divisions-Nachrichten-Abteilung
- Divisions-Nachschubführer

### 1945
- Grenadier-Regiment 857
- Grenadier-Regiment 858
- Füsilier-Bataillon 346
- Artillerie-Regiment 346
- Pionier-Bataillon 346
- Panzerjäger-Abteilung
- Schnelle Abteilung 346
- Divisions-Nachrichten-Abteilung
- Divisions-Nachschubführer

## Kommandeure
- Generalleutnant Erich Diestel, ab 1. Oktober 1942
- Generalleutnant Walter Steinmüller, ab 16. Oktober 1944
- Generalmajor Gerhard Linder, ab 1. Februar 1945